# Стеван Кнежевић
Стеван Кнежевић (Београд, 1940 — Београд, 1995) био је српски и југословенски сликар, скулптор, графичар, перформанс уметник, песник и сакупљач књига, као и редовни професор на Факултету ликовних уметности Универзитета уметности у Београду.

## Биографија
Рођен је 1940. године у Београду. Његов отац Милорад је био столарски занатлија, а мајка Христина ћерка словеначког сликара Оскара фон Пистора. Изучавао је столарски занат уз оца, али се убрзо определио за уметност и почео да похађа сликарске курсеве. Дипломирао је на графичком одсеку Академије лепих уметности у Београду 1966, а потом је ту завршио и постдипломске студије 1969. године. Од 1980. је радио као асистент на Факултету ликовних уметности Универзитета уметности у Београду. У истом звању је реизабран 1893. године, а комисију која је Већу факултета предложила реизбор су чинили Зоран Петровић, Драгомир Драган Лубарда и Радомир Рељић. Изабран је 1989. године за ванредног професора, а 1993. за редовног.
До 1991. године је имао дванаест самосталних и 129 колективних изложби у земљи и иностранству и десетак вредних награда за своје дело. Самостално је излагао у Београду 1967. и 1969. и Новом Саду 1969. године. Учествовао је на Мајској изложби графичког круга у Београду, изложбама Удружења ликовних уметника Србије, Трећем тријеналу ликовних уметности у Београду 1967, Бијеналу југословенске графике у Загребу, групним изложбама „Млади југословенски графичари” у Штокхолму, „Београдски графичари” у Бреши и „Југословенска графика” у Прагу 1968, Међународном бијеналу младих у Паризу 1968. и 1970, Трећем тријеналу југословенског цртежа у Сомбору и Бијеналу медитеранских земаља у Александрији 1969, колективним изложбама у Брадфорду 1972. и Јесењој изложби УЛУС-а 1973. године. Добитник је награде за графику на Октобарском салону 1967. Његова ликовна заоставштина је расута по приватним збиркама и многим музејима. Преминуо је у Београду 1995. године.